# 邦盆山
邦盆山是云南省临沧市沧源佤族自治县的一条山脉，呈东北-西南走向，属窝坎大山余脉，主峰位于单甲乡境内，最高海拔2,253米，面积18.84平方公里。植被为阔叶林，宜牧。

## 资料来源
1. ↑  沧源佤族自治县地方志编撰委员会 (编). . 昆明: 云南民族出版社. 1998-12: 55. ISBN 7-5367-1498-X.